# Iroopara
Iroopara es una ciudad censal situada en el distrito de Thiruvananthapuram en el estado de Kerala (India). Su población es de 23113 habitantes (2011). Se encuentra a 13 km de Thiruvananthapuram y a 52 km de Kollam.

## Demografía
Según el censo de 2011 la población de Iroopara era de 23113 habitantes, de los cuales 11163 eran hombres y 11950 eran mujeres. Iroopara tiene una tasa media de alfabetización del 95,08%, superior a la media estatal del 94%. la alfabetización masculina es del 97,26%, y la alfabetización femenina del 93,06%.